# Pteris swartziana
Pteris swartziana là một loài dương xỉ trong họ Pteridaceae. Loài này được Liebm. mô tả khoa học đầu tiên năm 1849.
Danh pháp khoa học của loài này chưa được làm sáng tỏ. 